# 中英修訂藏印通商章程
《中英修訂藏印通商章程》（Agreement Between Great Britain, China and Tibet Amending Trade Regulations of 1893（页面存档备份，存于）），是中國清朝政府與英國簽訂的條約。该章程于1908年（清光绪三十四年）4月20日在當時是英國殖民地的印度加爾各答簽訂，10月14日在中国北京交换批准。中方代表为钦差大臣張蔭棠以及“秉承張大臣訓示，隨同商議”的西藏噶倫汪曲結布，英方代表为欽差大臣韋禮敦。條約本原存於中華民國外交部，現存於臺北外雙溪國立故宮博物院保存。

## 背景
1906年（光绪三十二年）中國代表唐紹儀與英國代表薩道義簽訂了《中英續訂藏印條約》。在谈判中唐紹儀与参赞张荫棠曾强调中国对西藏的主权。這段時期西藏政局甚為紊亂。張蔭棠「領副都統」銜後，由清政府指派以駐藏幫辦大臣的身份進藏「查辦藏事」。張蔭棠入藏後，对西藏进行改革，并于1907年提出了《新治藏政策大纲》。但「新政」建設未及實現，張蔭棠便被調離西藏前去英属印度商定《中英修訂藏印通商章程》。
1907年6月，中英雙方談判關於藏印通商章程事宜。談判前，英方堅持要有權簽字的西藏官員參加會議。儘管張蔭棠認為其「志與藏人直接，不欲我國干預」，「若一經承認直接交涉，西藏即成獨立國性質」，但勢弱之下只便增派西藏噶倫汪曲結布，攜帶噶廈議事簽字全權文憑赴會。谈判中，張蔭棠对有损中国主权的内容坚决反对，如提出中、英、藏三方不能并列；各商埠治理权应归中国官吏督饬藏官员管理，中英商务纠纷应各禀请驻藏大臣及印度总督处理等。经过反复争议，中英双方都有所让步。在有关西藏代表的资格问题上，规定“西藏大吏选派噶布伦汪曲结布为掌权之员”，但他需“禀承张大臣训示，随同商议”；有关各商埠治理权的归属，基本上维持了“应归中国官督饬藏官管理”这一原则。1908年4月20日，《中英修訂藏印通商章程》正式签订，共十五款。根据此章程，英国在西藏有治外法权、会审权，允许英人“在各商埠内租地建筑货栈”等。但在承认1893年（光绪十九年）所订《中英藏印續約》的原则下，中国收回了对西藏的某些治权。